# Принцип д’Аламбера — Лагранжа
Принцип д’Аламбера — Лагранжа — один из основных принципов механики, согласно которому, если к заданным (активным) силам, действующим на точки механической системы присоединить силы инерции, то при движении механической системы с идеальными связями в каждый момент времени сумма элементарных работ активных сил и элементарных работ сил инерции на любом возможном (виртуальном) перемещении системы равна нулю.
Принцип д’Аламбера-Лагранжа является объединением принципа возможных перемещений статики и принципа д’Аламбера динамики. Его использование позволяет изучать движения механических систем с идеальными связями, не вводя в уравнения движения неизвестные реакции связей.

## Вывод
Пусть механическая система с голономными, удерживающими, идеальными связями представлена материальными точками с массами {\displaystyle m_{1},m_{2},...,m_{N}}. Пусть к каждой материальной точке {\displaystyle m_{i}} приложены активные силы с равнодействующей {\displaystyle {\vec {F_{i}}}} и пассивные силы с равнодействующей {\displaystyle {\vec {N_{i}}}}. Согласно второму закону Ньютона:
{\displaystyle m_{i}{\vec {w_{i}}}={\vec {F_{i}}}+{\vec {N_{i}}}}
или
{\displaystyle {\vec {F_{i}}}-m_{i}{\vec {w_{i}}}+{\vec {N_{i}}}=0} (1)
Зафиксируем теперь некоторый момент времени и сообщим механической системе виртуальное (возможное) перемещение {\displaystyle \delta {\vec {r_{1}}},\delta {\vec {r_{2}}},...,\delta {\vec {r_{N}}}}. Умножим скалярно каждое уравнение (1) на соответствующее {\displaystyle \delta {\vec {r_{i}}}} и суммируем все уравнения:
{\displaystyle \sum _{i=1}^{N}({\vec {F_{i}}}-m_{i}{\vec {w_{i}}})\delta {\vec {r_{i}}}+\sum _{i=1}^{N}{\vec {N_{i}}}\delta {\vec {r_{i}}}=0}
Сумма работ идеальных связей на любом виртуальном перемещении равна нулю, поэтому:
{\displaystyle \sum _{i=1}^{N}({\vec {F_{i}}}-m_{i}{\vec {w_{i}}})\delta {\vec {r_{i}}}=0}
Это равенство называется общим уравнением механики.
Во всякой механической системе с идеальными удерживающими связями в каждый момент времени движения на любом виртуальном перемещении сумма механических работ, производимых активными силами и силами инерции, всегда равна нулю.